# Associació Internacional de Treballadors
|  | Aquest article tracta sobre l'organització anarcosindicalista del segle xx. Si cerqueu la primera organització d'esquerres del segle xix, vegeu «Primera Internacional». |

L'Associació Internacional de Treballadors és una federació obrera intencional constituïda a Berlín el 1922 per diversos grups anarcosindicalistes i sindicalistes revolucionaris que rebutjaven el neutralisme sindical de la Carta d'Amiens així com la dependència de partits polítics, tant comunistes (Internacional Sindical Roja) com a socialdemòcrates (Federació Sindical Internacional). Es considera com la successora de la primera internacional.
La primera guerra mundial havia signat la fallida de l'internacionalisme socialdemòcrata amb la conferència de Zimmerwald, on es van revelar les dissensions entre l'esquerra governamental i l'esquerra revolucionària. Se'n vol com prova el fet que el socialdemòcrata Noske va fer matar la Lliga Espartaquista alemanya, on militaven Rosa Luxemburg i Karl Liebknecht. La revolució russa, que havia representat una esperança per al moviment anarcosindicalista, va decebre ràpidament. Aviat els anarcosindicalistes es van adonar que no havien d'esperar cap emancipació per part dels Bolxevics.
La principal novetat programàtica de l'AIT pel que fa al moviment sindical revolucionari anterior la Primera Guerra Mundial i la revolució russa, era la ruptura definitiva amb els partits polítics, que ja no podien ser considerats com a elements que formaven part del moviment obrer com donava a entendre la Carta d'Amiens, sinó que havien de ser tractats com a enemics dels treballadors.
Organitzacions poderoses amb diverses centenes de milers de membres com la FORA, l'USI a Itàlia, CGT a Portugal, IWW a Xile o, la més coneguda, la CNT espanyola eren les principals organitzacions que constituïen l'AIT a principis del segle xx.
L'AIT també va tenir la particularitat d'agrupar a més de les organitzacions de masses, a grups de propaganda anarcosindicalistes. (Com en els anys 30, la Federació Anarquista Polonesa, membre de l'AIT).
No obstant això les seccions van ser laminades per la repressió exercida per les dictadures de tota mena (nazisme a Alemanya, feixisme a Itàlia i a Portugal, franquisme a Espanya, comunisme a Bulgària i en els països de l'est o a Cuba, dictadures militars a Amèrica llatina) perdent la puixança de les primeres dècades del segle xx. Tot i això, la mort de l'AIT, no es va produir. Va aconseguir sobreviure durant les dècades terribles de la guerra freda, negant-se a prendre partit per l'un o l'altre dels bel·ligerants. I va experimentar un petit ressorgiment després de la caiguda del mur de Berlín.
Aquesta renovació s'acompanya d'una clarificació quant als seus fins perseguits polítics i ideològics. Així, en el controvertit congrés de Madrid el 1996, les tendències sindicalistes "pures" van ser excloses de l'AIT (La tendència Vignoles de la Confederació nacional del treball (França) així com la tendència romana de l'USI), per participació en les institucions de col·laboració de classe que reforçaven l'Estat (eleccions sindicals). El mateix Congrés va ser també el de l'obertura a l'est, tot just alguns anys després de la caiguda del Mur de Berlín, amb l'acollida de noves seccions txeques, eslovaques i russes.
Al 36è congrés de l'AIT celebrat a Varsòvia el desembre de 2016, la CNT, juntament amb d'altres organitzacions, va ser donada de baixa d'afiliació. A partir del 2018, la CNT i altres sindicats «anarcosindicalistes i sindicalistes revolucionaris» (com la USI italiana i la FORA argentina) van crear una confederació alternativa, la Confederació Internacional del Treball (CIT, en anglès ICL-International Confederation of Labour). Una petita part de sindicats de la CNT desfederats o que van deixar la confederació, van adherir a la AIT.

## Seccions de la AIT[8]
Es denominen seccions als sindicats nacionals adherits a l'AIT. Només pot haver-hi una secció per país. Les seccions actuals són les següents:
- Anarco-Syndicalist Federation (ASF, Austràlia)
- Bangladesh Anarco-Syndicalist Federation (BAF, Bangla desh)
- Confederación Nacional del Trabajo (CNT-AIT, Espanya)
- Confédération Nationale du Travail (CNT, França)
- Federação Operária do Río Grande do Sul - Confederação Operária Brasileira (FORGS-COB, Brasil)
- Confederació de Revolucionaris Anarco-Sindicalistes-Конфедерация революционных анархо-синдикалистов(KRAS, Rússia)
- Muktivadi Ekta Morcha (MEM)
- Norsk Syndikalistik Forbund (NSF, Noruega)
- Örestad Lokala Samorganisation (OLS, Suècia)
- Persaudaraan Pekerja Anarko Syndicalis (PPAS)
- Priama Akcia (PA, Eslovàquia)
- Sindikalna konfederacija Anarho-sindikalistička inicijativa (ASI, Sèrbia)
- Solidarity Federation (SolFed, Regne Unit)
- Конфедерация революционных анархо-синдикалистов (КРАС, Rússia)